# Evangelische Kirche (Wiesbaden-Breckenheim)

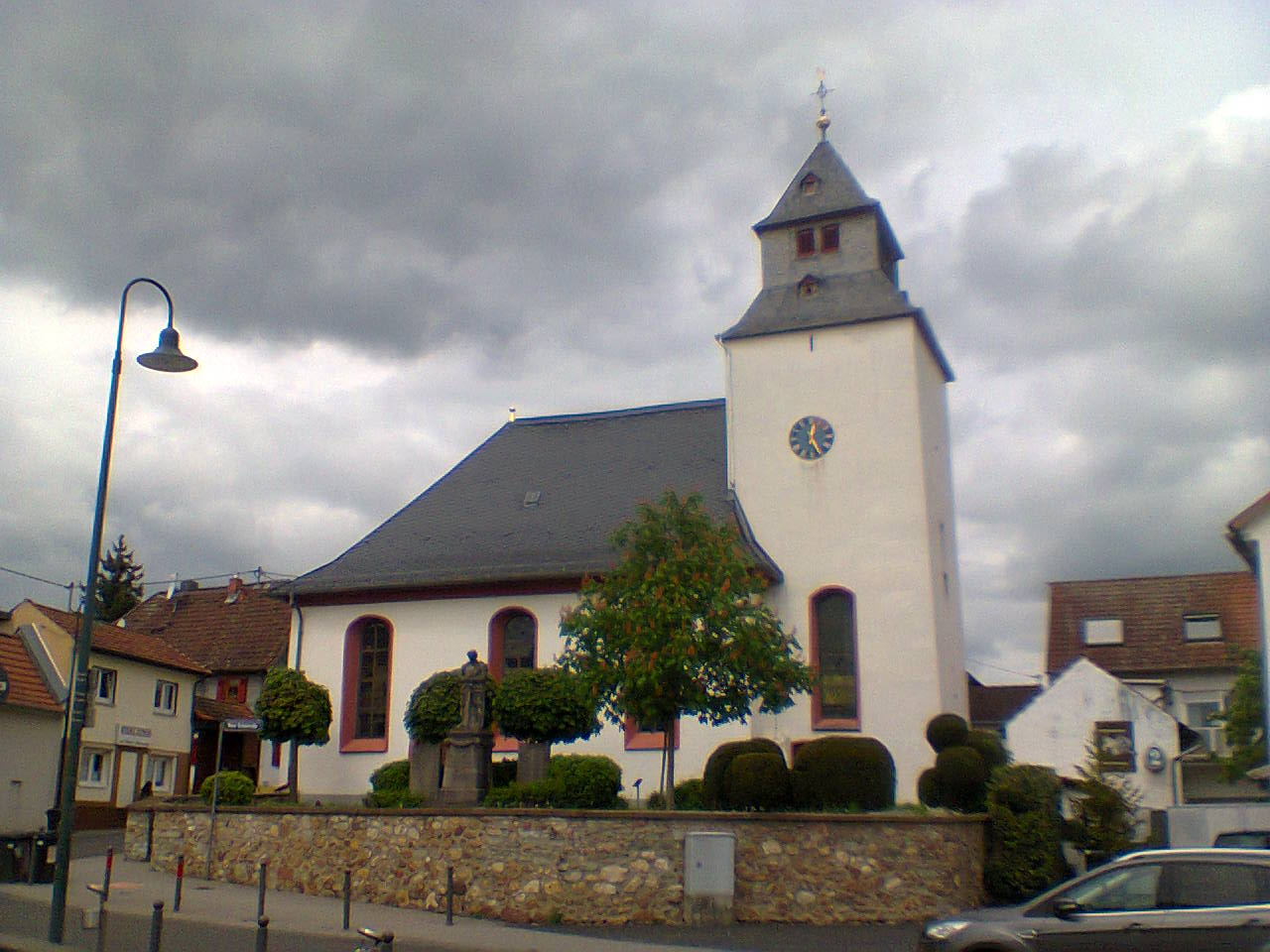
Evangelische Kirche (Wiesbaden-Breckenheim)

Die Evangelische Kirche Wiesbaden-Breckenheim ist ein denkmalgeschütztes Kirchengebäude, das in Wiesbaden-Breckenheim steht, einem Ortsbezirk der Landeshauptstadt Wiesbaden (Hessen). Die Kirchengemeinde gehört zum Dekanat Wiesbaden in der Propstei Rhein-Main in der Evangelischen Kirche in Hessen und Nassau.

## Beschreibung
Ältester Teil der Saalkirche ist der romanische Chorturm. Sein Pyramidendach, das durch ein Zwischengeschoss für den Glockenstuhl geteilt ist, erhielt er erst im 16. Jahrhundert. Das Kreuzgewölbe im Chor ist nicht mehr vorhanden. Das mit einem im Westen abgewalmten Satteldach bedeckte Kirchenschiff wurde 1720–1724 angebaut. 
Der Innenraum des Kirchenschiffs ist mit einem Tonnengewölbe überspannt. Die Brüstungen der Emporen sind bemalt. Auf dem Schalldeckel der Kanzel befindet sich eine Pelikanfigur. Die Orgel mit 12 Registern, ursprünglich zwei Manualen und Pedal wurde 1878 von Heinrich Voigt gebaut.